# The Best (альбом Анжелики Варум)
The Best — сборник лучших песен российской певицы Анжелики Варум, выпущенный в 1999 году на лейбле «Студия „Союз“». Альбом стал итогом десятилетней концертной деятельности артистки.
Основной костяк альбома составили песни из альбомов «Зимняя вишня» (1996) и «Только она…» (1999) — тех, что были выпущены под эгидой «Союза».

## Отзывы критиков
Соня Соколова, рецензент сайта «Звуки.ру» дала альбому негативную оценку и назвала его «хреновым», отметив, что в альбоме всё «плачет и притворяется дождём». Также она была раздосадована, что ни дебютный «Человек-свисток», ни смешная «3-х кокосовая песня» ни цивилизованный «Осенний Джаз», ни даже ностальгический «Городок» не были включены в сборник.

## Список композиций
| №                   | Название                              | Автор(ы)                                   | Из альбома            | Длительность |
| ------------------- | ------------------------------------- | ------------------------------------------ | --------------------- | ------------ |
| 1.                  | «Ля-ля-фа»                            | Герман Витке, Юрий Варум                   | «Ля-ля-фа» (1993)     | 4:54         |
| 2.                  | «Художник»                            | Кирилл Крастошевский, Юрий Варум           | «Ля-ля-фа» (1993)     | 4:24         |
| 3.                  | «Зимняя вишня»                        | Кирилл Крастошевский, Юрий Варум           | «Зимняя вишня» (1996) | 4:40         |
| 4.                  | «Это всё для тебя»                    | Кирилл Крастошевский, Юрий Варум           | «Зимняя вишня» (1996) | 5:00         |
| 5.                  | «Очаровашка»                          | Кирилл Крастошевский, Юрий Варум           | «Зимняя вишня» (1996) | 4:13         |
| 6.                  | «Другая женщина»                      | Кирилл Крастошевский, Юрий Варум           | «Зимняя вишня» (1996) | 4:46         |
| 7.                  | «Дождливое такси»                     | Кирилл Крастошевский, Юрий Варум           | «Только она…» (1999)  | 4:22         |
| 8.                  | «Цветок»                              | Людмила Шашкина, Юрий Варум                | «Зимняя вишня» (1996) | 4:18         |
| 9.                  | «Колыбельная»                         | Кирилл Крастошевский, Юрий Варум           | «Только она…» (1999)  | 3:25         |
| 10.                 | «Королева» (дуэт с Леонидом Агутиным) | Герман Витке, Юрий Варум                   | «Только она…» (1999)  | 3:26         |
| 11.                 | «Четыре лилии»                        | Олег Гегельский, Юрий Варум                | «Только она…» (1999)  | 5:15         |
| 12.                 | «Февраль» (дуэт с Леонидом Агутиным)  | Леонид Агутин                              | «Только она…» (1999)  | 4:15         |
| 13.                 | «Четыре шага в облаках»               | Антон Холодов, В. Волков, Юрий Варум       | «Только она…» (1999)  | 4:02         |
| 14.                 | «Танго»                               | Вадим Шагабутдинов, Кай Уорнер, Юрий Варум | «Только она…» (1999)  | 3:49         |
| Общая длительность: | Общая длительность:                   | Общая длительность:                        | Общая длительность:   | 61:00        |

В некоторых изданиях были добавлены видеоклипы на песни «Зимняя вишня» и «Другая женщина».